# Jazz Koktebel
Jazz Koktebel (russe : Джаз Коктебель) est un festival de jazz qui se déroule chaque année depuis 2003 en plein air à Koktebel, une petite station balnéaire populaire de 2 800 habitants en Crimée sur la côte de la mer Noire. À la suite de la crise ukrainienne, il s’est scindé en deux branches : l’une restée à Koktebel avec son président-fondateur et fondateur Dmitry Kiselev, l’autre qui s’est déplacée en Ukraine avec son organisatrice Liliya Mlinarich.
C'était jusqu'en 2014 l'un des plus grands et des plus influents festivals de la région, et un véritable projet artistique et culturel consacré au jazz actuel et aux musiques improvisées. 

« L'un des principaux objectifs du festival est de changer la perception du jazz comme étant une musique dépassée. Aujourd'hui, Jazz Koktebel est un véritable mouvement populaire pour la recherche d'un monde meilleur. Dans cette époque de clichés et de standardisation, les musiques improvisées attirent de plus en plus de gens, comme une recherche d'équilibre vers un monde moins conformiste. »

— Kompanion no 37, 2007

## Histoire
Le festival est né en 2003 de l'initiative personnelle de Dmitry Kiselev (président fondateur) et Liliya Mlinarich (organisatrice du festival), par leur opposition "à la télé-réalité de mauvais goût".
Les bénéfices du festival Jazz Koktebel sont reversés sous forme de dons ou d'actions caritatives : en 2003 pour la première édition du festival, le front de mer a été réaménagé ; en 2004-2005 le musée Volochine a été restauré avant son 100e anniversaire, et un piano électrique Yamaha a été offert à l’École d'art pour enfants de Koktebel.
La crise ukrainienne fin 2013 perturbe cet événement, avec la volonté des deux parties de maintenir le festival à son profit : d'une part la directrice artistique Liliya Mlinarich, appuyée par les autorités ukrainiennes, qui le transfère en 2014 dans la ville de Zatoka, puis non loin à Tchornomorsk, et d'autre part le directeur du festival Dmitry Kiselev, soutenu par l'agence Rossia Segodnia et le ministère Russe de la culture, qui tente avec ce départ de perpétuer le festival en Crimée.
Après 2014, le festival s’est scindé en deux branches :
À Koktebel, le festival Koktebel Jazz Party (KJP) est organisé par l'agence de presse Rossia Segodnia (La Russie d'Aujourd'hui), dont Dmitry Kiselev,le fondateur du festival, est le président-directeur général, en collaboration avec le ministère russe de la Culture. Il est soutenu financièrement par le géant de l’énergie russe Rosseti (Российские сети) et la Compagnie des chemins de fer russes (РЖД). À l'inverse son homologue ukrainien, l'organisateur ne communique ainsi plus les noms des rares groupes internationaux censés s'y produire, se limitant aux seuls musiciens russes présents.
En Ukraine, le Koktebel Jazz Festival (KJF) s'est déroulé en 2014 et 2015 sur la plage de Zatoka et la forteresse d'Akkerman dans la ville de Bilhorod-Dnistrovskyï près d'Odessa, puis dans la ville de Tchornomorsk depuis 2016. Il a été soutenu en 2015 par une aide financière de l'ambassade des États-Unis. Il continue d'attirer, avec le même succès qu'en Crimée, les musiciens du monde entier,.
Les deux festivals sont organisés aux mêmes dates (dernière semaine d'août).

## Scènes et lieux (jusqu'en 2013)

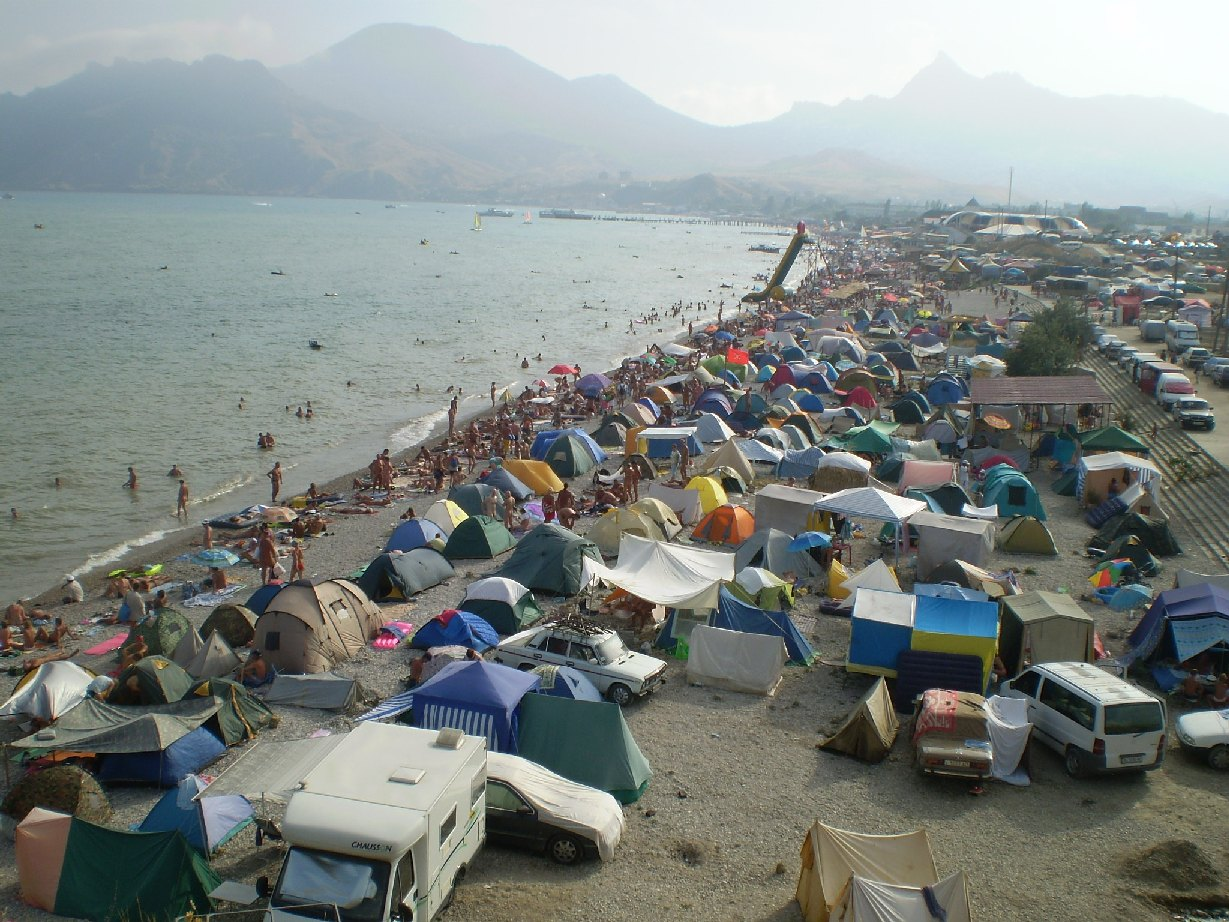
La plage de Koktebel,
au loin la scène "Nu Jazz" en 2007

Le festival Jazz Koktebel est organisé chaque année au mois de septembre sur un espace relativement restreint où se retrouvent plus de 20 000 spectateurs, dont le nombre est en constante augmentation.
Trois scènes sont mises en place :
- La scène "Voloshinskii", dans le jardin de la maison-musée de Volochine, qui accueille un programme de jazz contemporain.
- La scène "Nu Jazz", située sur la célèbre plage nudiste de Koktebel, pour un programme plus grand public[8], une situation qui participait à l'image de liberté du festival. Cette scène a été abandonnée par les repreneurs russes, indiquant ainsi l'abandon de cette image de liberté[3].
- "Open Stage", une scène au centre du village, où les spectacles sont gratuits.

Les concerts se déroulent de midi à deux heures du matin, avec plus d'une quinzaine de groupes par jour. D'autres scènes et concerts improvisés (jam sessions, DJ mix) ont lieu dans les bars et les restaurants du village.

## Esprit du festival (jusqu'en 2013)
« C'est la possibilité d'une unité spirituelle réelle, une occasion pour de nombreux artistes de partager leurs projets créatifs. Dans une certaine mesure, l'attrait pour le festival permet de mesurer l'intérêt et l'amour du public pour la vie. On contribue volontiers à une cause très noble en soutenant l'un des festivals les plus importants d'Ukraine. »

— Liliya Mlinarich, responsable du comité d'organisation du festival
Jazz Koktebel s'affiche autant comme festival de jazz que comme lieu de cocréation, d'improvisation, de nouvelles idées. D'autres évènements ont lieu pendant le festival comme des expositions et des projections artistiques ou du théâtre de rue.
Koktebel Jazz adopte une démarche de responsabilité environnementale, avec ses bénévoles "éco-volontaires" de différents pays qui participent activement au nettoyage du village et des lieux du festival. Le festival promeut une série d'actions afin de sensibiliser le public aux problèmes environnementaux.

## Participants
Parmi les musiciens les plus connus se sont produits Alina Orlova, Stanley Clarke, Billy Cobham, Éric Serra, De-Phazz, Shibusa Shirazu Orchestra, Us3, Red Snapper, Archie Shepp et Mina Agossi, Richard Galliano, Geoffrey Oryema, Courtney Pine, Oi Va Voi, Parov Stelar, The Cinematic Orchestra, Goran Bregović, Tiger Lillies, Mamas Gun (en), Magnus Lindgren, ainsi que de nombreux groupes ou artistes ukrainiens ou russes de jazz, de musiques improvisées, de folk, pop ou rock, très connus dans les pays de l'est, et qui attirent un nombreux public (Jamala, Rekevin (ru), Drum Ecstasy (ru), Osimira (ru), Perfect Me, Jan Tabachnyk (en), ManSound (en), TNMK, Tequilajazzz (en), Haydamaky, Voo Voo (en), Katya Chilly (en), Nino Katamadzé, Gorchitza (en), etc.